# I was the one
"I was the one" (Lit. "Yo fui el primero") es una canción compuesta por Aaron Schroeder, Bill Peppers, Claude Demetrius y Hal Blair. Fue popularizada en la década de los 50s por Elvis Presley a partir de su grabación en la RCA.
Elvis grabó la canción el 11 de enero de 1956 en los estudios de RCA en Nashville. Fue editada y lanzada al mercado como lado B del sencillo con Heartbreak Hotel por (RCA Victor 20-6420 (formato de grabación en vinilo de 78 rpm). El sencillo fue producido por Steve Sholes  y logró vender en solo 10 días 1 millón de copias, algo que llamó la atención de Variety.
La canción forma parte de diversos álbumes compilados, entre ellos The Complete Nashville Sessions 1956  aunque  uno de los primeros es For LP Fans Only de 1959, editado mientras Elvis cumplía con el  segundo año del servicio militar.

## Grabación
Las sesiones de grabación en Nashville resultaron ser las primeras donde el baterista D.J. Fontana grabó desde su incorporación formal a la banda. También fue el debut del pianista Floyd Cramer en una grabación de Presley.  El productor Steve Sholes puso al guitarrista Chet Atkins al frente de la producción musical, cuando Scotty Moore le preguntó que se suponía que él debía de hacer, Sholes simplemente le respondió que ellos hicieran lo que normalmente solían hacer, por lo cual los músicos terminaron por producirse ellos mismos. 
Elvis había pedido que The Jordanaires pusieran sus coros en las grabaciones pero RCA había ya firmado un contrato con The Spear family gospel group, por lo que Sholes llevó al estudio a Gordon Stoker de The Jordanaires y solo usó a alguno de los cantantes de The Spears.

### Los músicos
Elvis Presley en voz
Scotty Moore en guitarra
Chet Atkins en guitarra
Bill Black en contrabajo
D. J. Fontana en batería
Floyd Cramer en piano
Gordon Stoker, Ben y Brock Spear en coros 

## Temática
El protagonista de la canción aparentemente en una competencia de egos, le habla directamente al nuevo amor o pretendiente de su expareja diciéndole que él fue el primero que le enseñó varias cosas como a reír, a besar, a tocarlo e incluso a llorar, pero que él nunca sabrá jamás quién le enseñó a mentir y que en definitiva de alguna manera el que aprendió la lección fue él cuando ella le rompió el corazón, por lo cual se pregunta "Who learned the lesson when she broke my heart?" ("¿Quién aprendió la lección cuando ella rompió mi corazón?").

## En la cultura popular
Si bien Elvis grabó la canción tres años antes de conocer a su futura esposa Pricilla Beaulieu en Alemania cuando él haría allí el segundo año del servicio militar, en cierta manera la canción reflejaría algo que en verdad ocurriría años más tarde. En el libro autobiográfico "Elvis y yo", Pricilla cuenta que Elvis fue quien la modeló a su gusto, enseñándole a caminar, vestirse, maquillarse, peinarse e incluso a hacer el amor,  (aunque esto último recién sería luego de que ellos se casaran en 1967) .Ella también mencionaba que con el tiempo Elvis se convertiría en amigo, amante, padre y de alguna manera algo muy cercano a Dios para ella.